# Saison 15 d'Urgences
Chronologie
Saison 14
Cet article présente le guide des épisodes de la quinzième et dernière saison de la série télévisée Urgences.
À noter, dans un but de clarification des personnages : il existe différents « grades » concernant les employés d'un hôpital, pour plus de précision consultez la section grades de l'article principal Urgences.

## Distribution

### Acteurs principaux

#### Régulier de la saison
- Parminder Nagra (VF : Vanina Pradier) : Dr Neela Rasgotra, résidente en chirurgie de 3e année (quitte le Cook County à l'épisode 20)
- Linda Cardellini (VF : Julie Turin) : Samantha « Sam » Taggart, infirmière
- Scott Grimes (VF : Donald Reignoux) : Dr Archibald « Archie » Morris, urgentiste titulaire
- John Stamos (VF : Olivier Destrez) : Dr Tony Gates, urgentiste résident de 3e année
- David Lyons (VF : Philippe Bozo) : Dr Simon Brenner, urgentiste titulaire
- Angela Bassett (VF : Marie-Christine Darah) : Dr Catherine « Cate » Banfield[1], urgentiste titulaire, chef des urgences (à partir de l'épisode 2)

#### Anciens membres
- Maura Tierney (VF : Laura Blanc) : Dr Abby Lockhart, urgentiste titulaire (épisodes 1, 3 et 20)
- Mekhi Phifer (VF : Didier Cherbuy) : Dr Gregory Pratt, urgentiste titulaire, ex-futur chef des urgences (épisode 1 + stock-shot épisode 20)
- Goran Visnjic (VF : Stéphane Ronchewski) : Dr Luka Kovac, urgentiste titulaire (épisode 3)
- Shane West (VF : Stéphane Miquel) : Dr Ray Barnett, titulaire en médecine physique et réadaptation (épisodes 5, 20 et 21)
- Laura Innes (VF : Valérie de Vulpian) : Dr Kerry Weaver, urgentiste titulaire (épisodes 7 et 22)
- Anthony Edwards (VF : William Coryn) : Dr Mark Greene, urgentiste titulaire[2] (épisode 7)
- Paul McCrane (VF : Marc Perez) : Dr Robert Romano, titulaire en chirurgie générale (épisode 7)
- Alex Kingston (VF : Catherine Privat) : Dr Elizabeth Corday, titulaire en chirurgie traumatologique (épisodes 12 et 22)
- Noah Wyle (VF : Eric Missoffe) : Dr John Carter, urgentiste titulaire (épisodes 16, 17, 18, 19 et 22)
- Eriq La Salle (VF : Thierry Desroses) : Dr Peter Benton, titulaire en chirurgie traumatologique (épisodes 19 et 22)
- George Clooney (VF : Patrick Noérie) : Dr Douglas « Doug » Ross, pédiatre-urgentiste titulaire (épisode 19)
- Julianna Margulies (VF : Hélène Chanson) : Carol Hathaway, infirmière (épisode 19)
- Sharif Atkins (VF : Lionel Melet) : Dr Michael Gallant, interne aux urgences (stock-shot épisode 20)
- Sherry Stringfield (VF : Emmanuelle Bondeville) : Dr Susan Lewis, urgentiste titulaire (épisode 22)

La plupart des personnages qui ont fait les beaux jours de la série réapparaissent lors de cette dernière saison pour faire leurs adieux aux urgences, que ce soit au cours de flash-backs (Mark Greene, Robert Romano) de stock-shots (Michael Gallant), à cause d'un évènement dramatique (John Carter), de simples « coïncidences » (Carol Hathaway, Doug Ross, Peter Benton) ou parce qu'ils sont restés dans le cercle des personnages restants (Ray Barnett, Luka Kovac).
Les seuls anciens à ne pas être réapparus sont Anna Del'Amico, Lucy Knight, Cleo Finch, Dave Malucci et Jing-Meï Chen, respectivement interprétés par Maria Bello, Kellie Martin, Michael Michele, Erik Palladino et Ming-Na.
On peut aussi exclure de cette liste Jeanie Boulet (jouée par Gloria Reuben), étant donné que ce personnage a lui-même fait ses adieux à la série au cours de l'épisode 11 de la saison 14, épisode qui était diffusé à une époque où une quinzième saison était peu envisagée, et où il était probable que cette 15e saison allait être la dernière.

### Acteurs récurrents

#### Membres du personnel de l'hôpital
- Leland Orser (VF : Charles Borg) : Dr Lucien Dubenko, titulaire en chirurgie traumatologique, chef de la chirurgie
- John Aylward (VF : Michel Bedetti) : Dr Donald « Don » Anspaugh, titulaire en chirurgie générale, membre du conseil de l'hôpital, chef du personnel de l'hôpital
- J. P. Manoux : Dr Dustin Crenshaw, titulaire en chirurgie générale
- Amy Aquino (VF : Denise Roland) : Dr Janet Coburn, gynécologue obstétricienne titulaire
- Gina Ravera : Bettina DeJesus, radiologue
- Perry Anzilotti (en) : Perry, anesthésiste
- Michael B. Silver : Dr Paul Myers, psychiatre titulaire
- Gil McKinney : Dr Paul Grady, urgentiste résident de 2e année
- Bresha Webb : Dr Laverne St. John, interne aux urgences
- Julia Jones : Dr Kaya Montoya, interne aux urgences
- Emily Rose : Dr Tracy Martin, interne aux urgences
- Victor Rasuk : Dr Ryan Sanchez, interne aux urgences
- Shiri Appleby : Dr Daria Wade, interne aux urgences
- Julian Morris : Dr Andrew Wade, interne en chirurgie
- Alexis Bledel : Dr Julia Wise, interne aux urgences
- Sam Jones III : Chaz Pratt, externe et secouriste
- Deezer D (en) (VF : Martin Brieuc) : Malik McGrath, infirmier
- Yvette Freeman (VF : Maïté Monceau) : Haleh Adams, infirmière (dénommée Shirley Adams dans la version française)
- Lily Mariye (en) (VF : Catherine Artigala) : Lily Jarvik, infirmière
- Laura Cerón (VF : Colette Nucci) : Ethel « Chuny » Marquez, infirmière
- Ellen Crawford (VF : Anne Ludovik) : Lydia Wright, infirmière
- Angel Laketa Moore : Dawn Archer, infirmière
- Nasim Pedrad : Suri, infirmière
- Dinah Lenney (en) : Shirley, infirmière en chirurgie
- Monica Guzman : Marisol, infirmière en chirurgie
- Abraham Benrubi (VF : Bruno Carna) : Jerry Markovic, réceptionniste
- Troy Evans (VF : Christian Peythieu) : Frank Martin, réceptionniste
- Emily Wagner (VF : Annabelle Roux) : Doris Pickman, secouriste
- Montae Russell (en) : Zadro White, secouriste
- Lynn A. Henderson (VF : Véronique Alycia) : Pamela Olbes, secouriste
- Brian Lester : Brian Dumar, secouriste
- Michelle Bonilla : Christine Harms, secouriste
- Louie Liberti : Tony Bardelli, secouriste
- Brendan Patrick Connor : Reidy, secouriste

#### Autres
- William H. Macy (VF : Jacques Bouanich) : Dr David Morgenstern, chirurgien à la retraite
- Thandie Newton (VF : Odile Schmitt) : Makemba « Kem » Likasu, épouse de John Carter
- Hallee Hirsh (VF : Fily Keita) : Rachel Greene, fille de Mark Greene
- Matthew Watkins : Reese Benton, fils de Peter Benton
- Aidan & Andrew Gonzales : Joe Kovac, fils d'Abby et de Luka
- Dominic Janes (en) : Alex Taggart, fils de Sam Taggart
- Shannon Woodward : Kelly Taggart, sœur de Sam Taggart
- Amy Madigan : Mary Taggart, mère de Sam Taggart
- Chloe Greenfield (ru) : Sarah Riley, fille de Tony Gates
- Courtney B. Vance : Russel Banfield, mari de Cate Banfield[3]
- Christopher Amitrano : officier Hollis, policier
- Justina Machado : Claudia Diaz, policière et petite-amie de Archie Morris

## Épisodes

### Épisode 1:La Vie après la mort
- États-Unis : 25 septembre 2008 sur NBC[4]
- Belgique : 1er juillet 2009 sur RTL-TVI
- France : 5 juillet 2009 sur France 2

- Laura Cerón (Chuny)
- Troy Evans (Frank)
- Yvette Freeman (Haley)
- Deezer D. (Malik)
- Brian Lester (Dumar)
- Sam Jones III (Chaz Pratt)
- Gina Ravera (Bettina DeJesus)
- Leland Orser (Lucien Dubenko)

### Épisode 2:Comme tous les jeudis
- États-Unis : 9 octobre 2008 sur NBC
- Belgique : 1er juillet 2009 sur RTL-TVI
- France : 5 juillet 2009 sur France 2

### Épisode 3:Le Livre d'Abby
- États-Unis : 16 octobre 2008 sur NBC
- Belgique : 8 juillet 2009 sur RTL-TVI
- France : 12 juillet 2009 sur France 2

### Épisode 4:Famille en danger
- États-Unis : 23 octobre 2008 sur NBC
- Belgique : 8 juillet 2009 sur RTL-TVI
- France : 12 juillet 2009 sur France 2

Molly Price

### Épisode 5:Bas les masques
- États-Unis : 30 octobre 2008 sur NBC
- Belgique : 8 juillet 2009 sur RTL-TVI
- France : 12 juillet 2009 sur France 2

### Épisode 6:L'Ombre de Pratt
- États-Unis : 6 novembre 2008 sur NBC
- France : 19 juillet 2009 sur France 2
- Belgique : 23 juillet 2009 sur RTL-TVI

### Épisode 7:Guéris toi toi-même
- États-Unis : 13 novembre 2008 sur NBC
- France : 19 juillet 2009 sur France 2
- Belgique : 23 juillet 2009 sur RTL-TVI

### Épisode 8:L'Âge de l'innocence
- États-Unis : 20 novembre 2008 sur NBC
- France : 19 juillet 2009 sur France 2
- Belgique : 23 juillet 2009 sur RTL-TVI

### Épisode 9:Chutes de neige
- États-Unis : 4 décembre 2008 sur NBC
- France : 26 juillet 2009 sur France 2
- Belgique : 30 juillet 2009 sur RTL-TVI

### Épisode 10:L'Étrange Noël du Cook County
- États-Unis : 11 décembre 2008 sur NBC
- France : 26 juillet 2009 sur France 2
- Belgique : 30 juillet 2009 sur RTL-TVI

### Épisode 11:L'Angoisse de la séparation
- États-Unis : 8 janvier 2009 sur NBC
- France : 26 juillet 2009 sur France 2
- Belgique : 30 juillet 2009 sur RTL-TVI

### Épisode 12:Comme dans un rêve
- États-Unis : 15 janvier 2009 sur NBC
- France : 2 août 2009 sur France 2
- Belgique : 6 août 2009 sur RTL-TVI

### Épisode 13:L'amour est un champ de bataille
- États-Unis : 22 janvier 2009 sur NBC
- France : 2 août 2009 sur France 2
- Belgique : 6 août 2009 sur RTL-TVI

### Épisode 14:Le Bout de la route
- États-Unis : 5 février 2009 sur NBC
- France : 2 août 2009 sur France 2
- Belgique : 6 août 2009 sur RTL-TVI

### Épisode 15:L'Homme de la famille
- États-Unis : 12 février 2009 sur NBC
- France : 9 août 2009 sur France 2
- Belgique : 13 août 2009 sur RTL-TVI

 États-Unis : 7,246 millions de téléspectateurs
- États-Unis : le 12 février 2009 sur NBC
- France : le 9 août 2009 sur France 2
- Belgique : le 13 août 2009 sur RTL-TVI

### Épisode 16:Le Début de la fin
- États-Unis : 19 février 2009 sur NBC
- France : 9 août 2009 sur France 2
- Belgique : 13 août 2009 sur RTL-TVI

### Épisode 17:T moins 6
- États-Unis : 26 février 2009 sur NBC
- France : 9 août 2009 sur France 2
- Belgique : 13 août 2009 sur RTL-TVI

### Épisode 18:Dans le secret des blouses blanches
- États-Unis : 5 mars 2009 sur NBC
- France : 16 août 2009 sur France 2
- Belgique : 20 août 2009 sur RTL-TVI

### Épisode 19:Le Bon Vieux Temps
- États-Unis : 12 mars 2009 sur NBC
- France : 16 août 2009 sur France 2
- Belgique : 20 août 2009 sur RTL-TVI

- Noah Wyle (Dr John Carter)
- George Clooney (Dr Doug Ross)
- Julianna Margulies (Carol Hattaway)
- Eriq LaSalle (Peter Benton)
- Susan Sarandon
- Yvette Freeman (Haley)
- Troy Evans (Frank)
- Laura Ceron (Chuny)
- Shiri Appleby (Dr Daria Wade)

### Épisode 20:Tout bascule
- États-Unis : 19 mars 2009 sur NBC
- France : 16 août 2009 sur France 2
- Belgique : 20 août 2009 sur RTL-TVI

### Épisode 21:À cœur ouvert
- États-Unis : 26 mars 2009 sur NBC
- France : 23 août 2009 sur France 2
- Belgique : 27 août 2009 sur RTL-TVI

### Épisode 22:NFS, chimie, iono...rideau
- États-Unis : 2 avril 2009 sur NBC
- France : 23 août 2009 sur France 2
- Belgique : 27 août 2009 sur RTL-TVI

Durant cet épisode final de deux heures, on suit la vie des Urgences durant 24 heures. Les médecins et les patients s'enchainent. 
C'est l'anniversaire de Sam, Gates et son fils lui offre une voiture. Rachel Greene, la fille de Mark Greene, devient étudiante en médecine au Cook County. Le centre hospitalier de Carter s'ouvre, pour l'occasion Peter Benton, Susan Lewis, Kerry Weaver et Elizabeth Corday sont présents. Un accident industriel va apporter beaucoup de blessés à l'hôpital, toute l'équipe se prépare et sort sur le parking des Urgences, les ambulances arrivent. 
C'est avec l'ancien générique — qui avait duré les douze premières saisons de la série — que s'ouvre cet épisode final, d'une durée d'environ deux heures.
Les acteurs principaux crédités pour cet épisode sont, dans l'ordre : Noah Wyle, Laura Innes, Sherry Stringfield, David Lyons, Alex Kingston, Parminder Nagra, John Stamos, Linda Cardellini, Scott Grimes, Eriq La Salle et Angela Bassett.
On peut revoir aussi plusieurs anciens acteurs récurrents reprendre leur rôle au cours de cet épisode. Entre autres : Matthew Watkins (qui joue le rôle de Reese, le fils de Peter Benton), Hallee Hirsch (qui reprend son rôle de Rachel Greene, la fille de Mark Greene), Thandie Newton (Kem Likasu, la femme de John Carter) et Ellen Crawford (dans le rôle de l'infirmière Lydia Wright, que l'on n'avait pas revue depuis la saison 10).
On remarquera aussi un clin d'œil à la toute première scène de la série, lorsque l'infirmière Lydia Wright réveille le docteur Morris alors endormi dans une salle (lors de l'épisode 1 de la saison 1, la même infirmière réveillait le docteur Mark Greene).

### Rétrospective Spéciale
- États-Unis : 2 avril 2009 sur NBC
- France : non-diffusé, sur France2.fr
- Belgique : non-diffusé

Noah Wyle, Anthony Edwards, Eriq La Salle, Julianna Margulies, Laura Innes, Sherry Stringfield, Alex Kingston, Paul McCrane, Maura Tierney, Goran Visnjic, Maria Bello, Parminder Nagra, Scott Grimes, John Stamos, Angela Bassett, David Lyons, Jorja Fox, Linda Cardellini, Mekhi Phifer, Shane West.